# Hedgardo Marín
Hedgardo Marín Arroyo (21 de febrero de 1993, Guadalajara, Jalisco) es un futbolista mexicano, juega como defensa central y su equipo es el Cancún Fútbol Club de la Liga de Expansión MX.

## Trayectoria

### Inicios y Club Deportivo Guadalajara
Hedgardo Marín es, fruto de las fuerzas básicas del Club Deportivo Guadalajara, visoriado por el técnico José Luis Real que lo llevó al primer equipo para el Clausura 2014, debutó como profesional el 15 de enero de 2014 en un partido contra Leones Negros de la Universidad de Guadalajara dentro de la Copa MX en el estadio Omnilife, y  finalmente el 27 de abril de 2014, el director técnico argentino Ricardo Lavolpe lo debuta como titular en un partido contra el Club de Fútbol Monterrey correspondiente a la última jornada de esa edición de la Liga MX. Con selecciones nacionales menores ha tenido oportunidad de disputar La Copa Mundial de Fútbol Sub-20 de 2013 en Turquía, así como el Torneo Esperanzas de Toulon en su edición de 2014.

### Mineros de Zacatecas
El 21 de julio de 2019, se hace oficial su traspaso a los Mineros de Zacatecas, en calidad de préstamo por 1 año con opción a compra.

## Selección nacional

### Sub-20
En el 2013 fue incluido en la lista de 23 jugadores para la Mundial Sub-20 2013 en Turquía.

### Sub-21
En 2014 fue incluido en la lista de jugadores que representaron a México en el Juegos Centroamericanos y del Caribe, Veracruz 2014. Portando el gafete de capitán.

### Selección absoluta
| Club               | País   | PJ | Goles | Periodo         |
| ------------------ | ------ | -- | ----- | --------------- |
| Selección Mexicana | México | 6  | 1     | 2016 - Presente |

El 29 de septiembre de 2016 el técnico Juan Carlos Osorio lo convoca para los 2 partidos del Tri en contra de Panamá y Nueva Zelanda.
Debuta con la selección mayor el 6 de octubre de 2016 ante Nueva Zelanda en la victoria de México por 2-1.

#### Goles internacionales
| Gol | Fecha              | Sede                                        | Oponente    | Marcador | Resultado | Competición                     |
| --- | ------------------ | ------------------------------------------- | ----------- | -------- | --------- | ------------------------------- |
| 1.  | 9 de julio de 2017 | Qualcomm Stadium, San Diego, Estados Unidos | El Salvador | 1–0      | 3–1       | Copa de Oro de la Concacaf 2017 |

### Participaciones en selección nacional
| Copa                                      | Categoría                           | Sede                                | Resultado                           | Partidos | Goles |
| ----------------------------------------- | ----------------------------------- | ----------------------------------- | ----------------------------------- | -------- | ----- |
| Mundial Sub-20 2013                       | Sub-20                              | Turquía                             | Primera fase                        | 4        | 0     |
| Juegos Centroamericanos y del Caribe 2014 | Sub-21                              | Veracruz                            | Medalla de oro                      | 5        | 3     |
| Juegos Panamericanos 2015                 | Sub-23                              | Toronto                             | Medalla de plata                    | 0        | 0     |
| Copa de Oro de la Concacaf 2017           | Absoluta                            | Estados Unidos                      | Semifinales                         | 4        | 1     |
| Total parcial en selección nacional       | Total parcial en selección nacional | Total parcial en selección nacional | Total parcial en selección nacional | 13       | 4     |

## Palmarés

### Campeonatos nacionales
| Título       | Club        | País           | Año  |
| ------------ | ----------- | -------------- | ---- |
| Copa MX      | Guadalajara | México         | 2015 |
| Supercopa MX | Guadalajara | Estados Unidos | 2016 |
| Copa MX      | Guadalajara | México         | 2017 |
| Liga MX      | Guadalajara | México         | 2017 |

#### Campeonatos internacionales
| Título                        | Club        | País   | Año  |
| ----------------------------- | ----------- | ------ | ---- |
| Liga Campeones de la Concacaf | Guadalajara | México | 2018 |